# لانديش
لانديش وهي منشأه عائمة لمعالجة المياه الملوثة الناتجة عن تفكيك الغواصات النووية. تم بناؤه في روسيا بتمويل من اليابان كجزء من اتفاق بشأن التخلص من الأسلحة النووية لكنه لم يترك الرصيف. طلبت اليابان من روسيا إرسال للمساعدة في أعقاب كارثة فوكوشيما لانديش النووية.

## التاريخ
في عام 1972، اتفاقية لندن لمنع التلوث البحري الناتج عن تصريف الفضلات والمواد الأخرى، وفي عام 1975 صادق الاتحاد السوفيتي على اتفاقيه الحد من إلقاء النفايات المشعة عالية المستوى في المحيطات. وفي عام 1983، وقع العديد من أعضاء الاتفاقية على وقف طوعي لجميع عمليات إلقاء النفايات المشعة في البحر، لكن الاتحاد السوفيتي لم يوقع على مياه تبريد المفاعلات المشعة المنخفضة المستوى من غواصاته النووية وواصل التخلص منها .ودفعت التسريبات والإطلاقات المتعمدة للمواد المشعة من المرافق الروسية في الشرق الأقصى اليابان إلى تقديم معونة مالية لروسيا لبناء مرافق لمعالجة المياه المشعة المنخفضة المستوى في عام 1994. وبحلول عام 1996، قُبل تصميم لمرفق معالجة عائم وصدرت عقود لشركة تومين (اليابان) وبابكوك وويلكوكس (الولايات المتحدة الأمريكية) ومصنع آمور لبناء السفن (روسيا). وبحلول عام 1996 تم قبول تصميم لمنشأة معالجة عائمة وتم إصدار عقود لشركة كومسومولسك-نا-أموري (اليابان)شركة بابكوك ويلكوكس (الولايات المتحدة الأمريكية) وبناء السفن مصنع آمور (روسيا). تم بناد لانديش في حوض سفن أمور في كومسومولسك-نا-أموري ،  اكتمل في عام 1998 وتم تشغيله في عام 2000 بقى لانديش في حوض سفن زميزدا فيبولشوي كامين حتى عام 2011.

## الوصف
تعتبر لانديش بارجة ويجب سحبها من موقع إلى آخر.  يبلغ طولها 65 م (213 قدمًا) ، وعرضها 23.4 م (77 قدمًا) ، وتمتلك هيكل مزدوج ؛ 
ويوجد بها مرفق لمعالجة النفايات جدرانه خرسانية سميكة وذالك لمنع الانسكابات.وتزن 3900 طن وتحمل طاقم من 46 شخص .

## القدرات
هناك تقارير متضاربة حول مستوى النشاط الإشعاعي الذي يمكن أن يكون في المياه المعالجة بواسطة لانديش ؛ تشير بعض المصادر إلى أنها لا يمكنها معالجة المياه ذات المستوى المنخفض إلا بينما تشير مصادر أخرى إلى أنها تستطيع معالجة المياه ذات المستوى المتوسط والمنخفض، توافق جميع المصادر على أنه يمكن معالجة ما يصل إلى 7000 م 3 سنويًا. أثيرت أسئلة حول فعالية عملية إزالة التلوث، خاصة فيما يتعلق بإزالة السيزيوم 137 .
تستخدم لانديش من الترشيح، التبادل الأيوني والتناضح العكسي لإزالة المواد المشعة من الماء. بعد جمع المواد المشعة وتركيزها، يتم خلطها بالإسمنت ووضعها في براميل سعة 200 لتر لمزيد من إدارة النفايات المشعة

## روابط خارجية
- Google Image Search for Landysh in Russian